# Ардашевский
 Ардашевский  — поселок в Кирово-Чепецком районе Кировской области в составе Мокрецовского сельского поселения.

## География
Расположен на расстоянии примерно 6 км на восток-юго-восток по прямой от центра поселения села Каринка.

## История
Известен с 1939 года как совхоз, в 1950 (центральный участок Ардашевского совхоза) хозяйств 119 и жителей 285, в 1989 200 жителей .

## Население
Постоянное население составляло 169 человек (русские 99%) в 2002 году, 132 в 2010.